# Phosgenit
Phosgenit là một loại khoáng vật cacbonat hiếm gặp có chứa chì clorocarbonat, (PbCl)2CO3. Khoáng vật này kết tinh ở dạng lăng trụ bốn phương hoặc dạng tấm.